# Miss Monde
Pour les articles homonymes, voir Miss.
Ne doit pas être confondu avec Miss International, Miss Terre ou Miss Univers.
Miss Monde (Miss World) est un concours de beauté international qui élit chaque année une jeune femme Miss Monde. Il a été créé en 1951 au Royaume-Uni par Eric Morley. Depuis sa mort en 2000, sa veuve, Julia Morley, est présidente du comité Miss Monde. Ce concours fait partie, avec Miss Univers, Miss Terre et Miss International, des 4 plus grands concours de beauté internationaux.

## Histoire
Le concours a été créé par Eric Morley en 1951 à l'occasion du Festival of Britain et s'intitulait alors le Festival Bikini Contest (« concours bikini »), en l'honneur du maillot de bain créé à cette époque même si le concours est rapidement nommé par la presse « Miss Monde ». Il y avait 26 candidates, dont 21 Britanniques, et c'est la Suédoise Kicki Håkansson qui est élue. Elle reste actuellement la seule Miss Monde élue en bikini.

Ancien logo.

Le concours était prévu à l'origine pour n'être organisé qu'une seule fois, mais la tenue aux États-Unis d'un concours similaire (Miss Univers) a poussé à continuer l'événement. À cause de la polémique liée au fait que le couronnement se fasse en bikini, les Miss Monde suivantes ont été élues en maillot de bain puis en robe de soirée.
En 2019, la société est attaquée en justice à Londres pour discrimination envers les femmes ayant été mariées et mères de famille.
Pour la première fois dans l’histoire du concours, l’organisation Miss Monde décide le report d’un an de leur cérémonie, à cause de la pandémie de Covid-19 qui sévit dans le monde. De ce fait, la lauréate 2019, la Jamaïcaine Toni-Ann Singh, garde son titre pendant deux ans.

## Participantes
Depuis 2009, chaque année, plus de 95 candidates y participent, avec un record de 127 participantes en 2013.
Le concours accepte les dauphines des Miss nationales en titre à condition que lors de leur élection il soit précisé que la première dauphine sera candidate à Miss Monde. Ainsi, en 2011, Laury Thilleman a été remplacée par Clémence Oleksy, sa 2e dauphine, pour représenter la France. Cependant, depuis 2012, l'organisation n'accepte que des candidates victorieuses de leurs élections nationales ; les dauphines sont admises dans les cas exceptionnels (conflit d'agenda, limogeage).
Les organisateurs ont une vision assez particulière de la géopolitique puisque sont admises à concourir des représentantes de territoires non reconnus indépendants (Écosse, Angleterre, Gibraltar, Irlande du Nord, Martinique, Tahiti, Curaçao, Hong Kong…).
Leur refus de voir la France représentée par Miss Tahiti avait provoqué une polémique avec le ministère français des affaires étrangères et des accusations de discrimination.
L'organisation de Miss Monde a recueilli plus d'un milliard de dollars destinés à diverses œuvres caritatives à travers sa section Beauty with a Purpose créée en 1970.

## Organisation

### Pays hôte
| Nombre d'élections | Pays           | Année(s) |
| ------------------ | -------------- | --- |
| 46                 | Royaume-Uni    | 1951, 1952, 1953, 1954, 1955, 1956, 1957, 1958, 1959, 1960, 1961, 1962, 1963, 1964, 1965, 1966, 1967, 1968, 1969, 1970, 1971, 1972, 1973, 1974, 1975, 1976, 1977, 1978, 1979, 1980, 1981, 1982, 1983, 1984, 1985, 1986, 1987, 1988, 1989, 1990, 1999, 2000, 2002, 2011, 2014, 2019 |
| 9                  | Chine          | 2003, 2004, 2005, 2007, 2010, 2012, 2015, 2017, 2018 |
| 7                  | Afrique du Sud | 1992, 1993, 1994, 1995, 2001, 2008, 2009 |
| 3                  | Inde           | 1996, 2024, 2025 |
| 2                  | Seychelles     | 1997, 1998 |
| 2                  | États-Unis     | 1991, 2016 |
| 1                  | Porto Rico     | 2022 |
| 1                  | Indonésie      | 2013 |
| 1                  | Pologne        | 2006 |

### Déroulement de la cérémonie
Les Miss sont sélectionnées en fonction de différents challenges qui permettent d'être classées. En 2019, le challenge Face à face (Head-to-Head Challenge) donne 10 places pour le Top 40, tout comme Beauty with a Purpose, tandis que les challenges Sport, Top Model, Talent et Multimedia donnent chacun une place.

## Lauréates
| Année | Participantes                                                     | Nom de la gagnante                                                | Territoire gagnant                                                | Pays organisateur                                                 | Ville hôte                                                        | Salle de l'élection                                               |
| ----- | ----------------------------------------------------------------- | ----------------------------------------------------------------- | ----------------------------------------------------------------- | ----------------------------------------------------------------- | ----------------------------------------------------------------- | ----------------------------------------------------------------- |
| 1951  | 26                                                                | Kicki Håkansson                                                   | Suède (1re)                                                       | Royaume-Uni                                                       | Londres                                                           | Lyceum Theatre                                                    |
| 1952  | 11                                                                | May Louise Flodin                                                 | Suède (1re)                                                       | Royaume-Uni                                                       | Londres                                                           | Lyceum Theatre                                                    |
| 1953  | 24                                                                | Denise Perrier                                                    | France                                                            | Royaume-Uni                                                       | Londres                                                           | Lyceum Theatre                                                    |
| 1954  | 16                                                                | Antigone Costanda                                                 | Égypte                                                            | Royaume-Uni                                                       | Londres                                                           | Lyceum Theatre                                                    |
| 1955  | 21                                                                | Susana Duijm                                                      | Venezuela (1re)                                                   | Royaume-Uni                                                       | Londres                                                           | Lyceum Theatre                                                    |
| 1956  | 24                                                                | Petra Schürmann                                                   | Allemagne (1re)                                                   | Royaume-Uni                                                       | Londres                                                           | Lyceum Theatre                                                    |
| 1957  | 23                                                                | Marita Lindahl                                                    | Finlande                                                          | Royaume-Uni                                                       | Londres                                                           | Lyceum Theatre                                                    |
| 1958  | 22                                                                | Penelope Coelen                                                   | Afrique du Sud (1re)                                              | Royaume-Uni                                                       | Londres                                                           | Lyceum Theatre                                                    |
| 1959  | 37                                                                | Corine Rottschäfer                                                | Pays-Bas (1re)                                                    | Royaume-Uni                                                       | Londres                                                           | Lyceum Theatre                                                    |
| 1960  | 39                                                                | Norma Cappagli                                                    | Argentine (1re)                                                   | Royaume-Uni                                                       | Londres                                                           | Lyceum Theatre                                                    |
| 1961  | 37                                                                | Rosemarie Frankland                                               | Royaume-Uni (1re)                                                 | Royaume-Uni                                                       | Londres                                                           | Lyceum Theatre                                                    |
| 1962  | 33                                                                | Catharina Lodders                                                 | Pays-Bas (2de)                                                    | Royaume-Uni                                                       | Londres                                                           | Lyceum Theatre                                                    |
| 1963  | 40                                                                | Carole Crawford                                                   | Jamaïque (1re)                                                    | Royaume-Uni                                                       | Londres                                                           | Lyceum Theatre                                                    |
| 1964  | 42                                                                | Ann Sidney                                                        | Royaume-Uni (2e)                                                  | Royaume-Uni                                                       | Londres                                                           | Lyceum Theatre                                                    |
| 1965  | 48                                                                | Lesley Langley                                                    | Royaume-Uni (2e)                                                  | Royaume-Uni                                                       | Londres                                                           | Lyceum Theatre                                                    |
| 1966  | 51                                                                | Reita Faria                                                       | Inde (1re)                                                        | Royaume-Uni                                                       | Londres                                                           | Lyceum Theatre                                                    |
| 1967  | 55                                                                | Madeline Hartog-Bel                                               | Pérou (1re)                                                       | Royaume-Uni                                                       | Londres                                                           | Lyceum Theatre                                                    |
| 1968  | 53                                                                | Penelope Plummer                                                  | Australie (1re)                                                   | Royaume-Uni                                                       | Londres                                                           | Lyceum Theatre                                                    |
| 1969  | 50                                                                | Eva Rueber-Staier                                                 | Autriche (1re)                                                    | Royaume-Uni                                                       | Londres                                                           | Royal Albert Hall                                                 |
| 1970  | 58                                                                | Jennifer Hosten                                                   | Grenade                                                           | Royaume-Uni                                                       | Londres                                                           | Royal Albert Hall                                                 |
| 1971  | 56                                                                | Lúcia Petterle                                                    | Brésil                                                            | Royaume-Uni                                                       | Londres                                                           | Royal Albert Hall                                                 |
| 1972  | 53                                                                | Belinda Green                                                     | Australie (2de)                                                   | Royaume-Uni                                                       | Londres                                                           | Royal Albert Hall                                                 |
| 1973  | 54                                                                | Marjorie Wallace (destituée)                                      | États-Unis (1re)                                                  | Royaume-Uni                                                       | Londres                                                           | Royal Albert Hall                                                 |
| 1973  | 54                                                                | Patsy Yuen (faisant office)                                       | Jamaïque                                                          | Royaume-Uni                                                       | Londres                                                           | Royal Albert Hall                                                 |
| 1974  | 58                                                                | Helen Morgan (démissionne)                                        | Royaume-Uni (4e)                                                  | Royaume-Uni                                                       | Londres                                                           | Royal Albert Hall                                                 |
| 1974  | 58                                                                | Anneline Kriel                                                    | Afrique du Sud (2e)                                               | Royaume-Uni                                                       | Londres                                                           | Royal Albert Hall                                                 |
| 1975  | 67                                                                | Wilnelia Merced                                                   | Porto Rico (1re)                                                  | Royaume-Uni                                                       | Londres                                                           | Royal Albert Hall                                                 |
| 1976  | 60                                                                | Cindy Breakspeare                                                 | Jamaïque (2e)                                                     | Royaume-Uni                                                       | Londres                                                           | Royal Albert Hall                                                 |
| 1977  | 62                                                                | Mary Stävin                                                       | Suède (3e)                                                        | Royaume-Uni                                                       | Londres                                                           | Royal Albert Hall                                                 |
| 1978  | 68                                                                | Silvana Suárez                                                    | Argentine (2de)                                                   | Royaume-Uni                                                       | Londres                                                           | Royal Albert Hall                                                 |
| 1979  | 69                                                                | Gina Swainson                                                     | Bermudes                                                          | Royaume-Uni                                                       | Londres                                                           | Royal Albert Hall                                                 |
| 1980  | 67                                                                | Gabriella Brum (démissionne)                                      | Allemagne (2de)                                                   | Royaume-Uni                                                       | Londres                                                           | Royal Albert Hall                                                 |
| 1980  | 67                                                                | Kimberley Santos                                                  | Guam                                                              | Royaume-Uni                                                       | Londres                                                           | Royal Albert Hall                                                 |
| 1981  | 67                                                                | Pilín León                                                        | Venezuela (2e)                                                    | Royaume-Uni                                                       | Londres                                                           | Royal Albert Hall                                                 |
| 1982  | 68                                                                | Mariasela Álvarez Lebrón                                          | République dominicaine                                            | Royaume-Uni                                                       | Londres                                                           | Royal Albert Hall                                                 |
| 1983  | 72                                                                | Sarah-Jane Hutt                                                   | Royaume-Uni (5e)                                                  | Royaume-Uni                                                       | Londres                                                           | Royal Albert Hall                                                 |
| 1984  | 72                                                                | Astrid Carolina Herrera                                           | Venezuela (3e)                                                    | Royaume-Uni                                                       | Londres                                                           | Royal Albert Hall                                                 |
| 1985  | 78                                                                | Hóllmfríður Karlsdóttir                                           | Islande (1re)                                                     | Royaume-Uni                                                       | Londres                                                           | Royal Albert Hall                                                 |
| 1986  | 77                                                                | Giselle Laronde                                                   | Trinité-et-Tobago                                                 | Royaume-Uni                                                       | Londres                                                           | Royal Albert Hall                                                 |
| 1987  | 78                                                                | Ulla Weigerstorfer                                                | Autriche (2de)                                                    | Royaume-Uni                                                       | Londres                                                           | Royal Albert Hall                                                 |
| 1988  | 84                                                                | Linda Pétursdóttir                                                | Islande (2e)                                                      | Royaume-Uni                                                       | Londres                                                           | Royal Albert Hall                                                 |
| 1989  | 78                                                                | Aneta Kręglicka                                                   | Pologne (1re)                                                     | Hong Kong (Royaume-Uni)                                           | Hong Kong                                                         | Centre de congrès et d'expositions                                |
| 1990  | 81                                                                | Gina Tolleson                                                     | États-Unis (2e)                                                   | Royaume-Uni                                                       | Londres                                                           | London Palladium                                                  |
| 1991  | 78                                                                | Ninibeth Leal                                                     | Venezuela (4e)                                                    | États-Unis                                                        | Atlanta                                                           | Georgia World Congress Center                                     |
| 1992  | 83                                                                | Julia Kourotchkina                                                | Russie (1re)                                                      | Afrique du Sud                                                    | Sun City                                                          | Sun City Entertainment Centre                                     |
| 1993  | 81                                                                | Lisa Hanna                                                        | Jamaïque (3e)                                                     | Afrique du Sud                                                    | Sun City                                                          | Sun City Entertainment Centre                                     |
| 1994  | 87                                                                | Aishwarya Rai                                                     | Inde (2e)                                                         | Afrique du Sud                                                    | Sun City                                                          | Sun City Entertainment Centre                                     |
| 1995  | 84                                                                | Jacqueline Aguilera                                               | Venezuela (5e)                                                    | Afrique du Sud                                                    | Sun City                                                          | Sun City Entertainment Centre                                     |
| 1996  | 88                                                                | Iríni Sklíva                                                      | Grèce                                                             | Inde                                                              | Bangalore                                                         | M. Chinnaswamy Stadium (en)                                       |
| 1997  | 86                                                                | Diana Hayden                                                      | Inde (3e)                                                         | Seychelles                                                        | Mahé                                                              | Plantation Club                                                   |
| 1998  | 86                                                                | Linor Abargil                                                     | Israël                                                            | Seychelles                                                        | Mahé                                                              | Lake Berjaya Mahé Resort                                          |
| 1999  | 94                                                                | Yukta Mookhey                                                     | Inde (4e)                                                         | Royaume-Uni                                                       | Londres                                                           | Palais d'expositions de l'Olympia                                 |
| 2000  | 95                                                                | Priyanka Chopra                                                   | Inde (5e)                                                         | Royaume-Uni                                                       | Londres                                                           | Dôme du Millénaire                                                |
| 2001  | 93                                                                | Agbani Darego                                                     | Nigeria                                                           | Afrique du Sud                                                    | Sun City                                                          | Sun City Entertainment Centre                                     |
| 2002  | 88                                                                | Azra Akın                                                         | Turquie                                                           | Royaume-Uni                                                       | Londres                                                           | Alexandra Palace                                                  |
| 2003  | 106                                                               | Rosanna Davison                                                   | Irlande                                                           | Chine                                                             | Sanya                                                             | Crown of Beauty Theatre (en)                                      |
| 2004  | 107                                                               | María Julia Mantilla                                              | Pérou (2de)                                                       | Chine                                                             | Sanya                                                             | Crown of Beauty Theatre (en)                                      |
| 2005  | 102                                                               | Unnur Birna Vilhjálmsdóttir                                       | Islande (3e)                                                      | Chine                                                             | Sanya                                                             | Crown of Beauty Theatre (en)                                      |
| 2006  | 104                                                               | Taťána Kuchařová                                                  | Tchéquie                                                          | Pologne                                                           | Varsovie                                                          | Palais de la culture et de la science                             |
| 2007  | 106                                                               | Zhang Zilin                                                       | Chine (1re)                                                       | Chine                                                             | Sanya                                                             | Crown of Beauty Theatre (en)                                      |
| 2008  | 109                                                               | Ksenia Soukhinova                                                 | Russie (2de)                                                      | Afrique du Sud                                                    | Johannesbourg                                                     | Sandton Convention Centre                                         |
| 2009  | 112                                                               | Kaiane Aldorino                                                   | Gibraltar                                                         | Afrique du Sud                                                    | Johannesbourg                                                     | Gallagher Convention Centre (en)                                  |
| 2010  | 115                                                               | Alexandria Mills                                                  | États-Unis (3e)                                                   | Chine                                                             | Sanya                                                             | Crown of Beauty Theatre (en)                                      |
| 2011  | 113                                                               | Ivian Sarcos                                                      | Venezuela (6e)                                                    | Royaume-Uni                                                       | Londres                                                           | Earls Court Exhibition Centre                                     |
| 2012  | 116                                                               | Yu Wenxia                                                         | Chine (2de)                                                       | Chine                                                             | Ordos                                                             | Dongsheng Fitness Center Stadium                                  |
| 2013  | 127                                                               | Megan Young                                                       | Philippines                                                       | Indonésie                                                         | Bali                                                              | Bali Nusa Dua Convention Center                                   |
| 2014  | 121                                                               | Rolene Strauss                                                    | Afrique du Sud (3e)                                               | Royaume-Uni                                                       | Londres                                                           | ExCeL London                                                      |
| 2015  | 114                                                               | Mireia Lalaguna                                                   | Espagne                                                           | Chine                                                             | Sanya                                                             | Crown of Beauty Theatre (en)                                      |
| 2016  | 117                                                               | Stephanie Del Valle                                               | Porto Rico (2de)                                                  | États-Unis                                                        | Washington                                                        | MGM National Harbor (en)                                          |
| 2017  | 120                                                               | Manushi Chhillar                                                  | Inde (6e)                                                         | Chine                                                             | Sanya                                                             | Shenzhen Dayun Arena                                              |
| 2018  | 118                                                               | Vanessa Ponce                                                     | Mexique                                                           | Chine                                                             | Sanya                                                             | Shenzhen Dayun Arena                                              |
| 2019  | 111                                                               | Toni-Ann Singh                                                    | Jamaïque (4e)                                                     | Royaume-Uni                                                       | Londres                                                           | ExCeL London                                                      |
| 2020  | Pas de compétition organisée en raison de la pandémie de Covid-19 | Pas de compétition organisée en raison de la pandémie de Covid-19 | Pas de compétition organisée en raison de la pandémie de Covid-19 | Pas de compétition organisée en raison de la pandémie de Covid-19 | Pas de compétition organisée en raison de la pandémie de Covid-19 | Pas de compétition organisée en raison de la pandémie de Covid-19 |
| 2021  | 109                                                               | Karolina Bielawska                                                | Pologne (2de)                                                     | Porto Rico                                                        | San Juan                                                          | Coliseo José Miguel Agrelot                                       |
| 2022  | Pas de compétition organisée en raison du retard du concours 2021 | Pas de compétition organisée en raison du retard du concours 2021 | Pas de compétition organisée en raison du retard du concours 2021 | Pas de compétition organisée en raison du retard du concours 2021 | Pas de compétition organisée en raison du retard du concours 2021 | Pas de compétition organisée en raison du retard du concours 2021 |
| 2023  | 112                                                               | Krystyna Pyszková                                                 | Tchéquie (2de)                                                    | Inde                                                              | Bombay                                                            | Jio World Convention Centre                                       |
| 2024  | Pas de compétition organisée                                      | Pas de compétition organisée                                      | Pas de compétition organisée                                      | Pas de compétition organisée                                      | Pas de compétition organisée                                      | Pas de compétition organisée                                      |
| 2025  | 108                                                               | Suchata Chuangsri                                                 | Thaïlande                                                         | Inde                                                              | Hyderabad                                                         | HITEX Exhibition Centre                                           |

Galerie

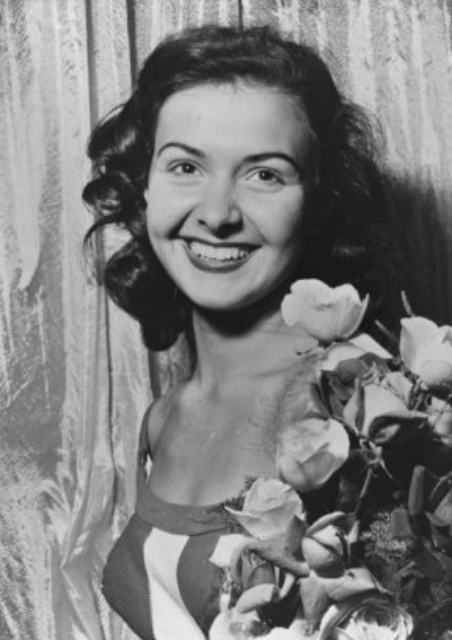
Miss Monde 1953 Denise Perrier
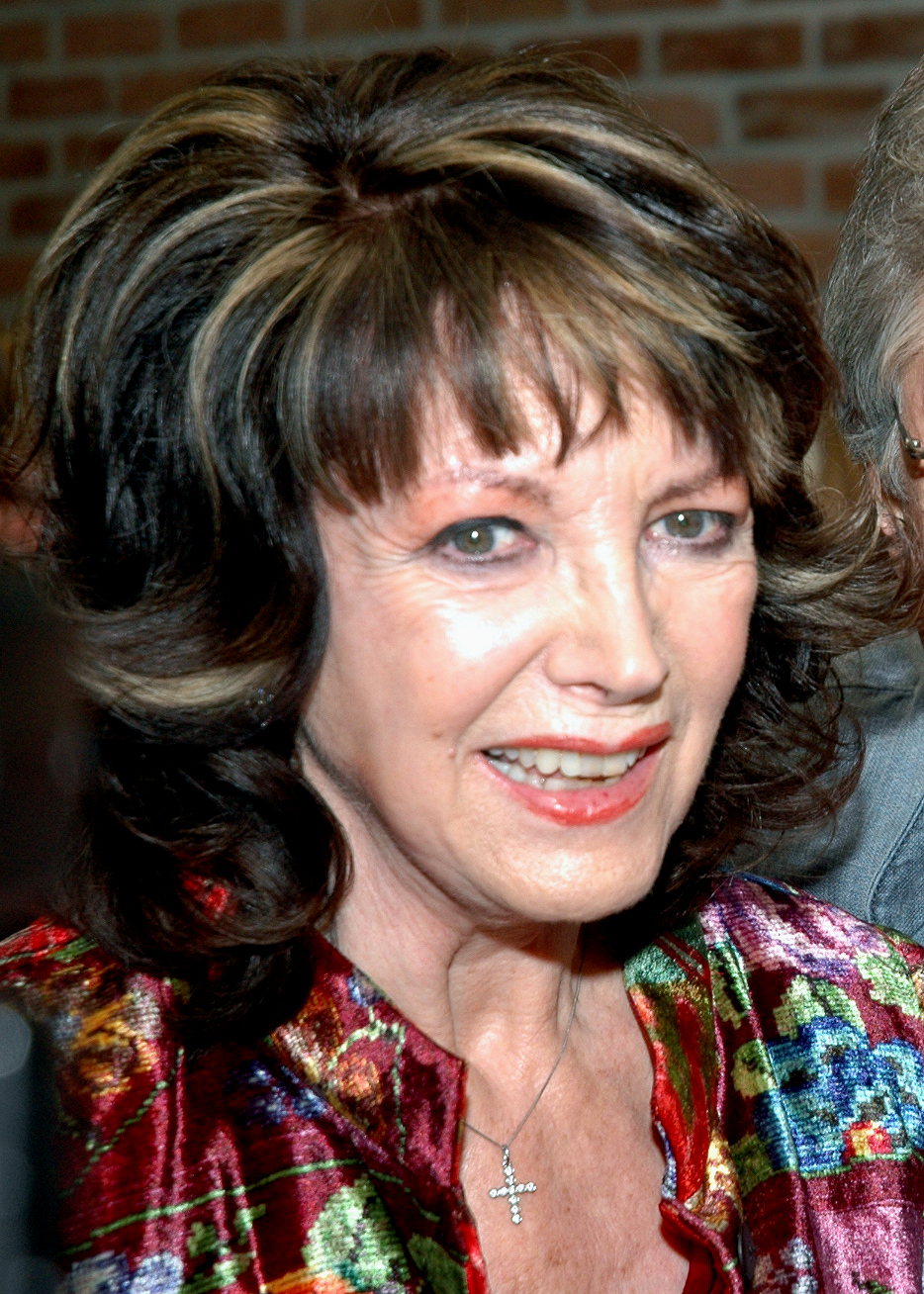
Miss Monde 1956 Petra Schürmann
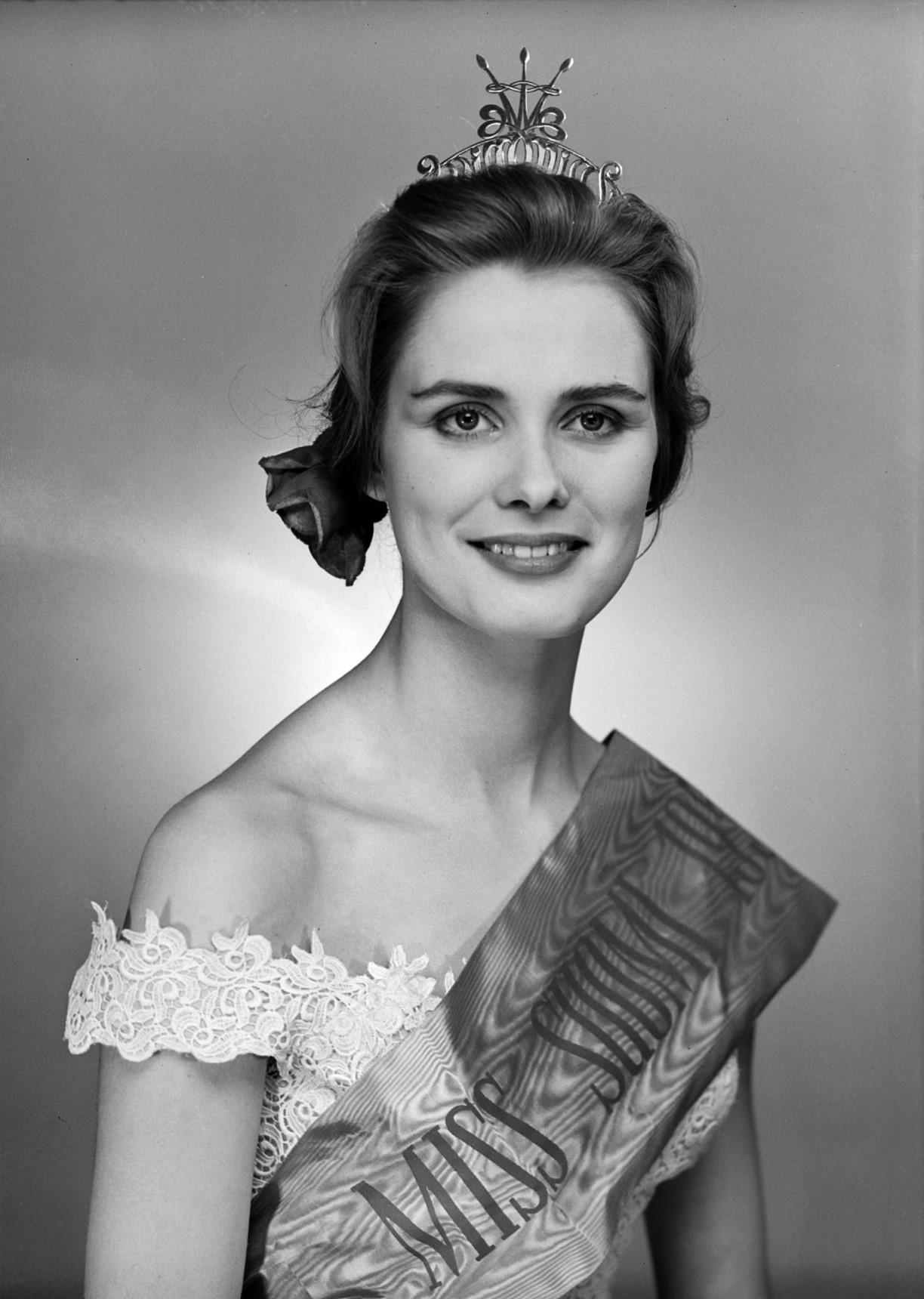
Miss Monde 1957 Marita Lindahl
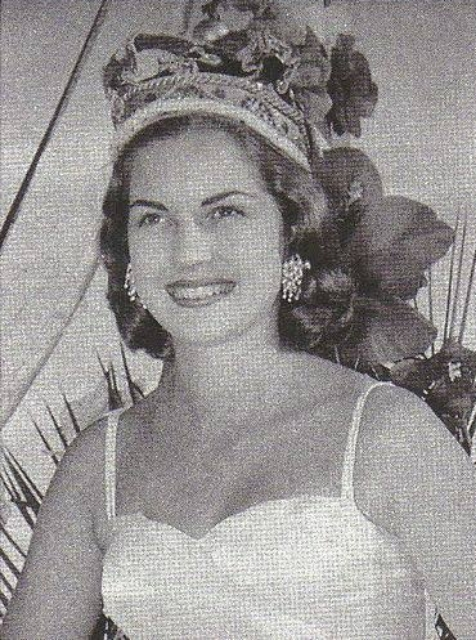
Miss Monde 1958 Penelope Coelen
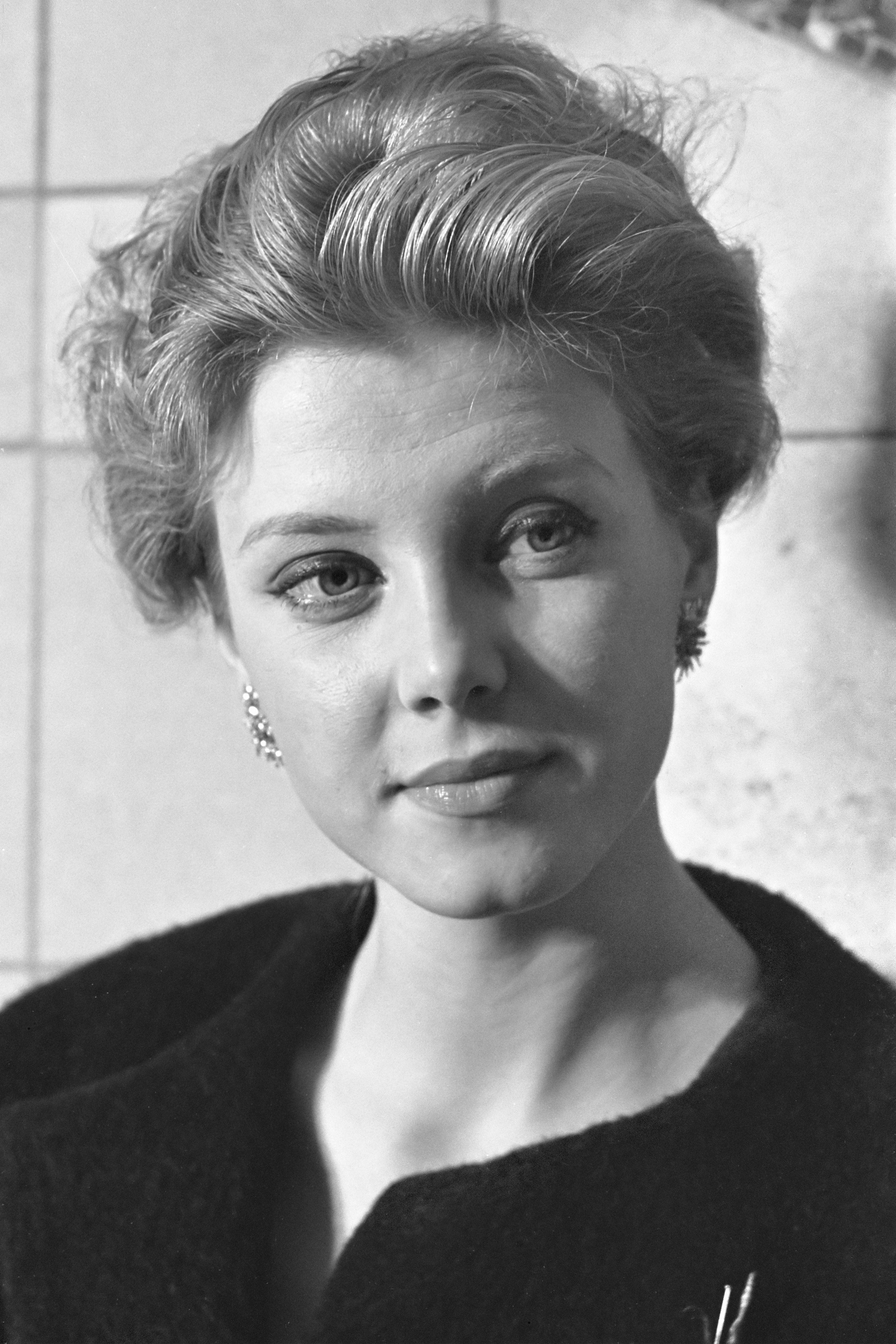
Miss Monde 1959 Corine Rottschäfer
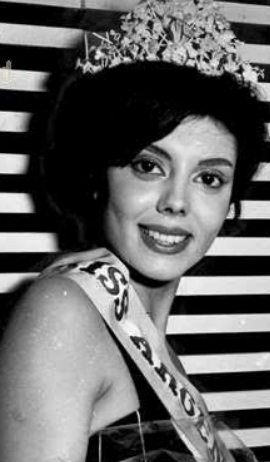
Miss Monde 1960 Norma Cappagli
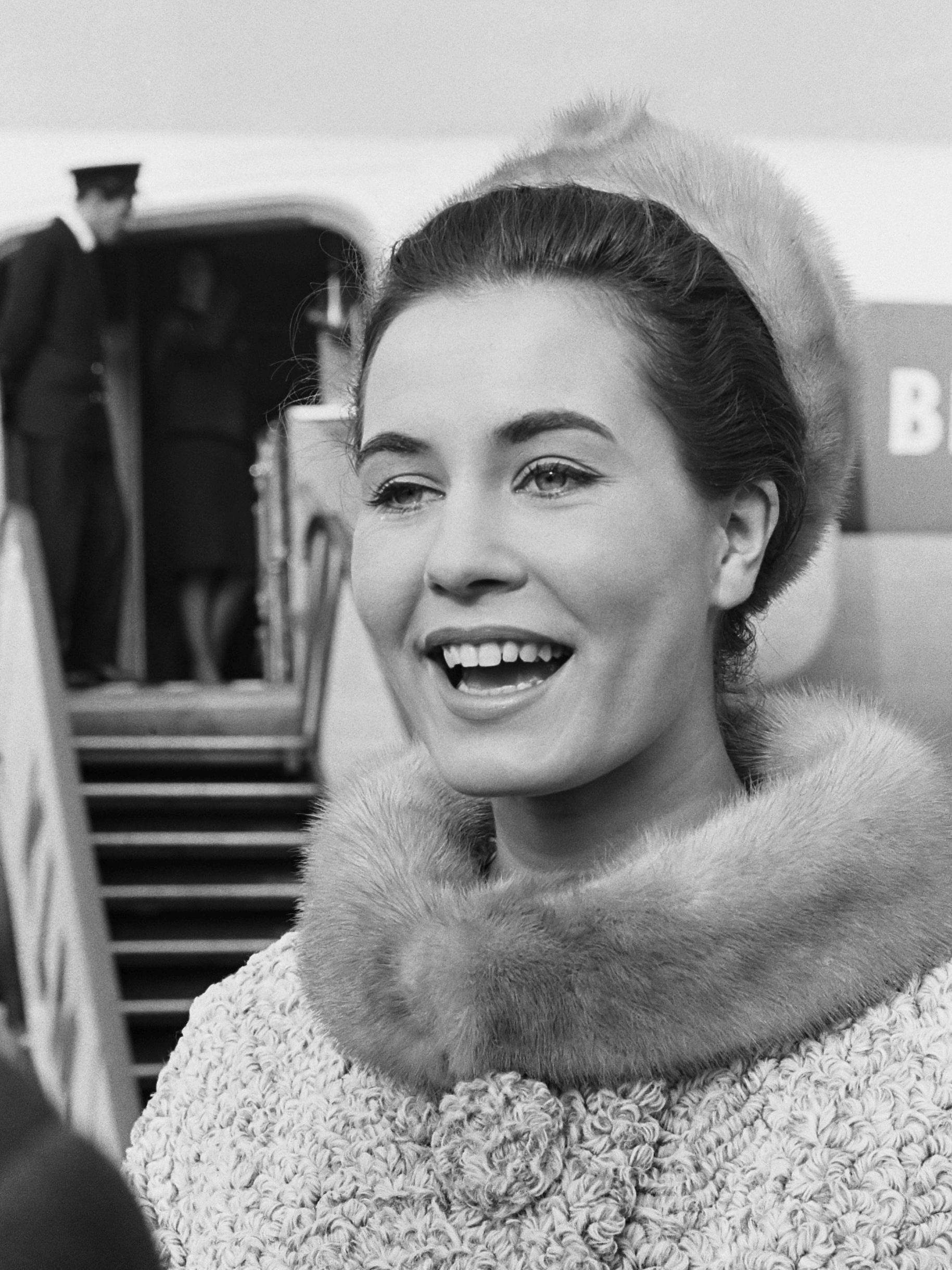
Miss Monde 1962 Catharina Lodders
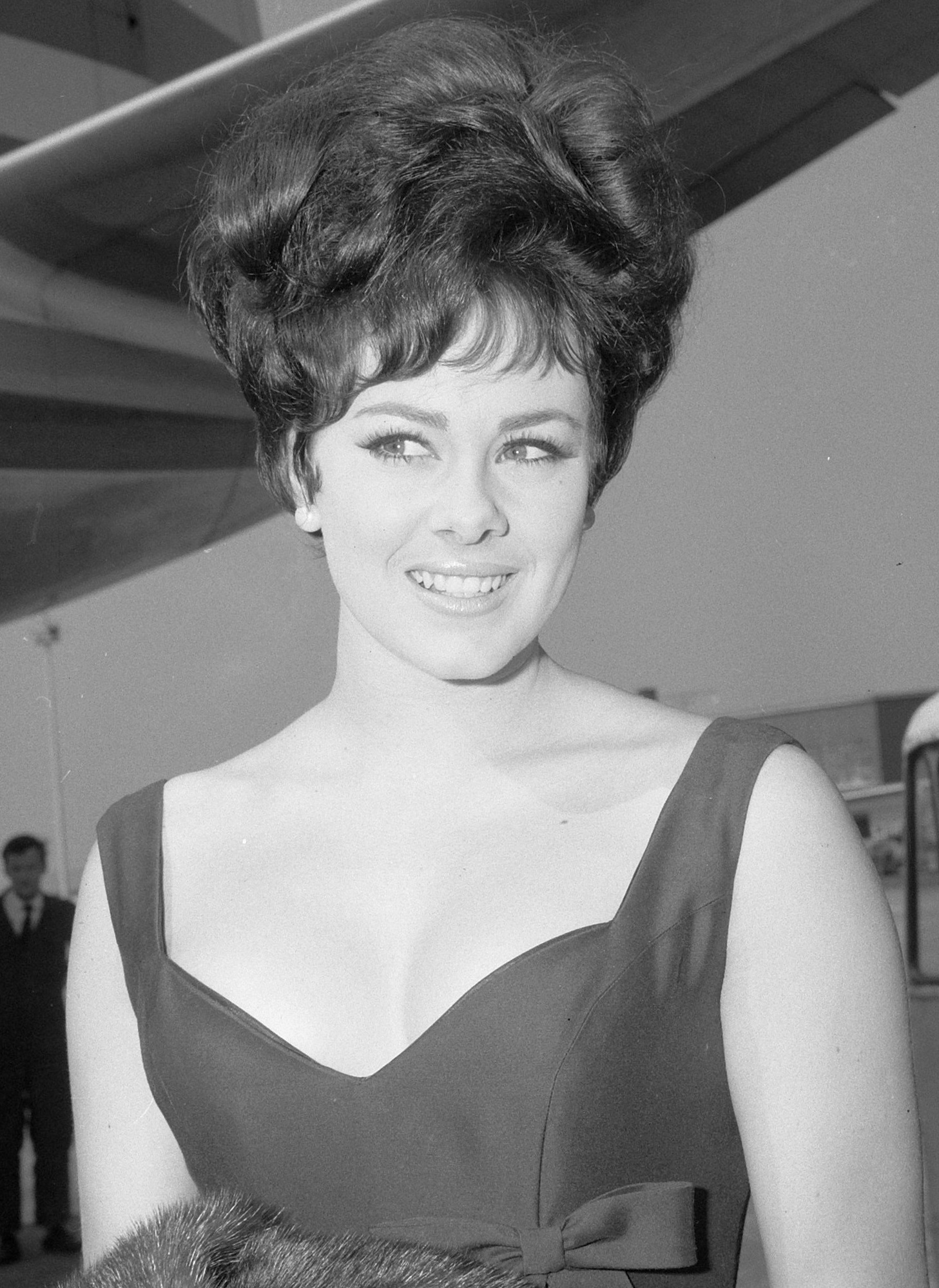
Miss Monde 1964 Ann Sidney
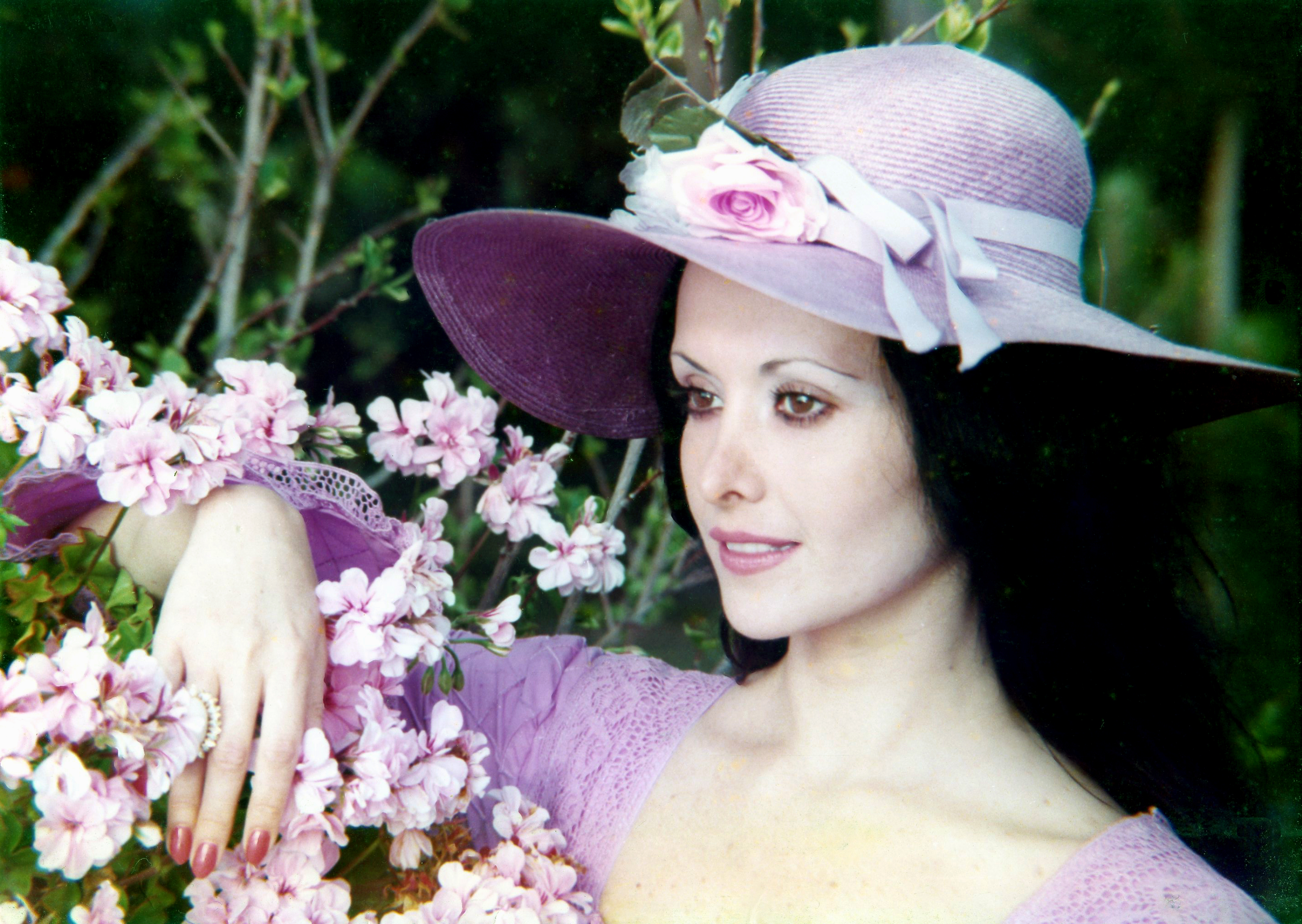
Miss Monde 1967 Madeline Hartog-Bel
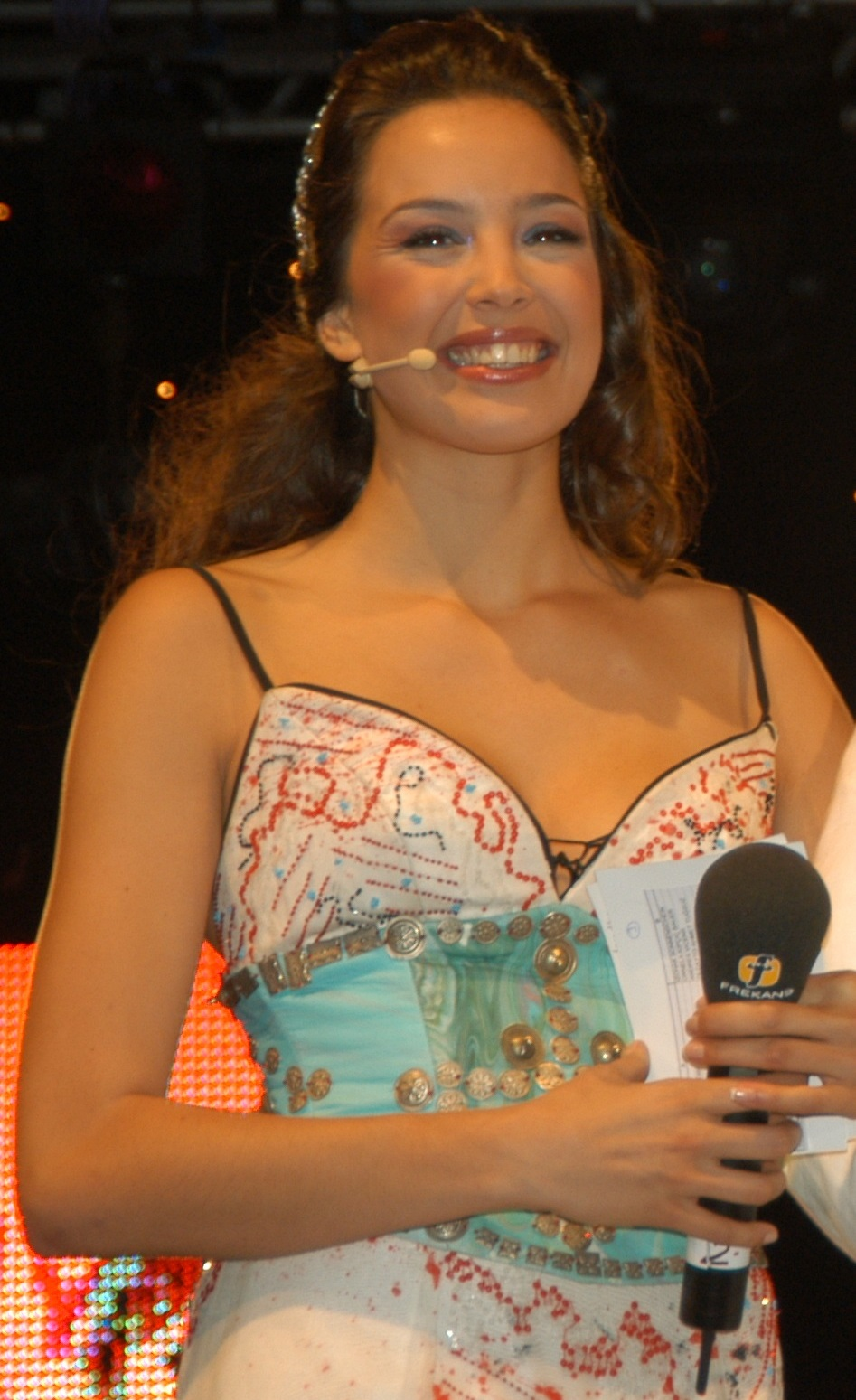
Miss Monde 1968 Penelope Plummer
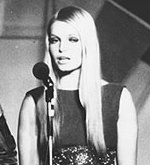
Miss Monde 1969 Eva Rueber-Staier
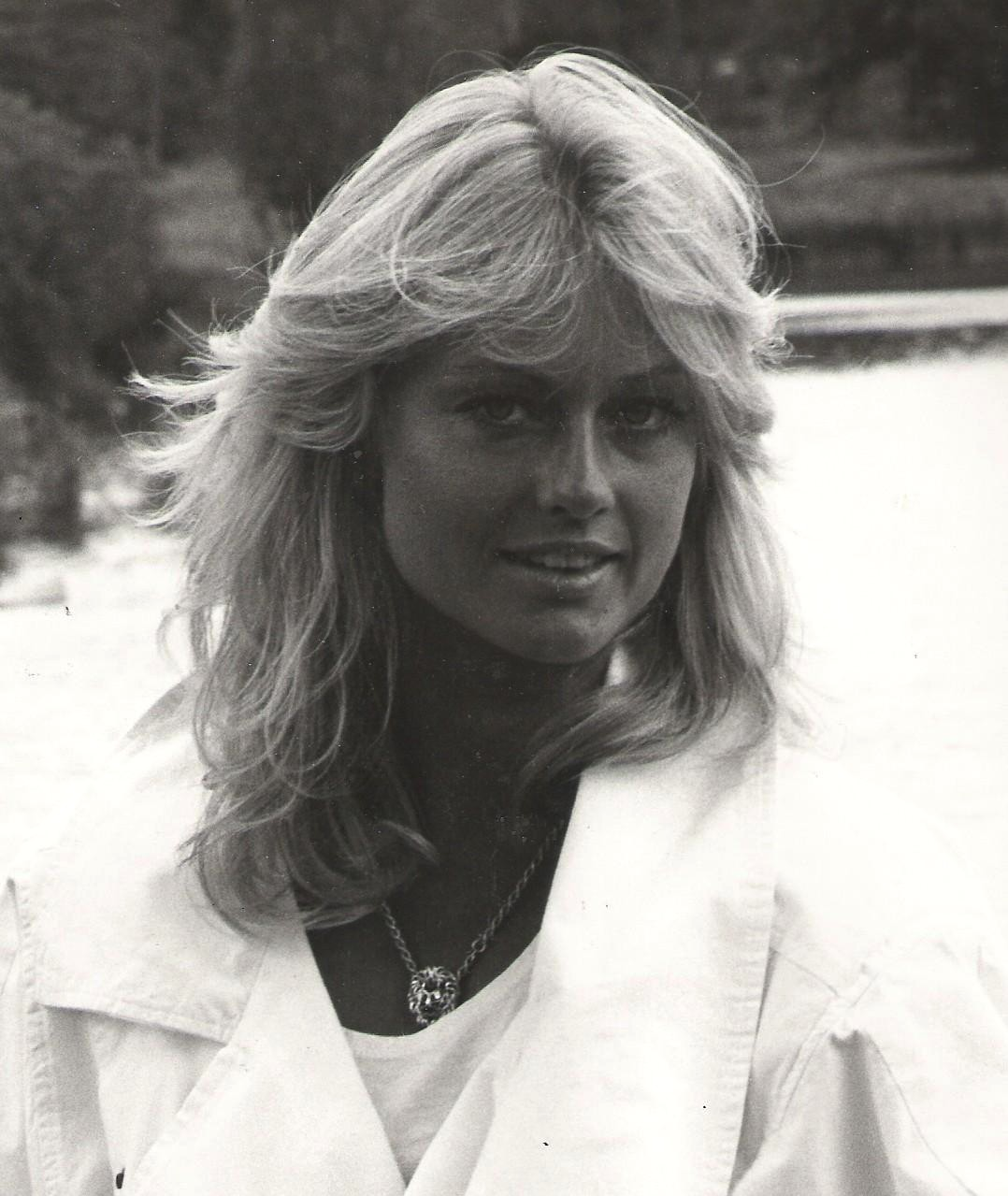
Miss Monde 1977 Mary Stavin
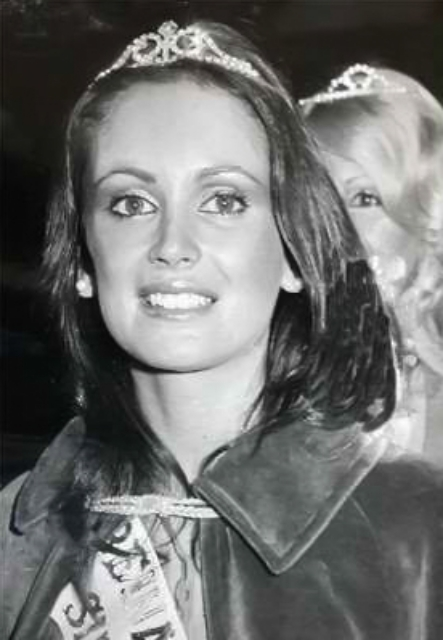
Miss Monde 1978 Silvana Suárez
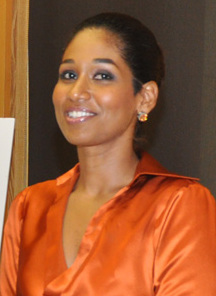
Miss Monde 1993 Lisa Hanna
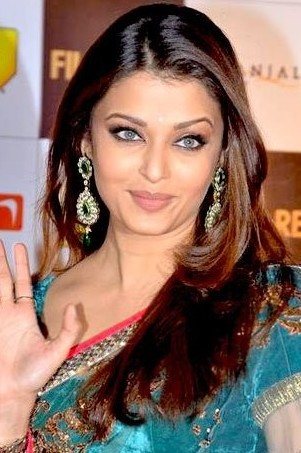
Miss Monde 1994 Aishwarya Rai
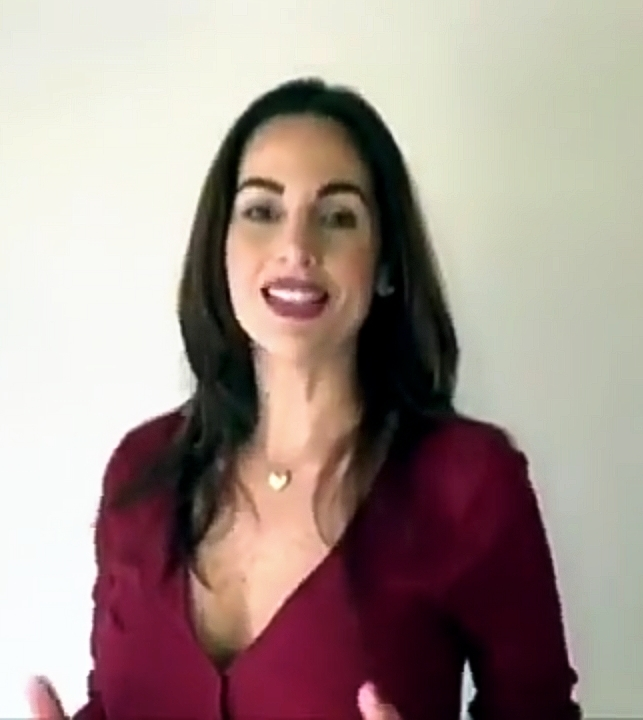
Miss Monde 1995 Jacqueline Aguilera
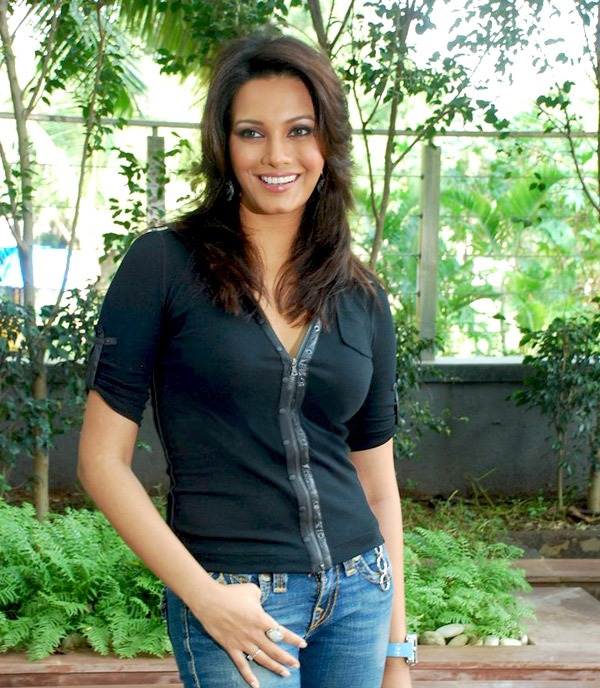
Miss Monde 1997 Diana Hayden
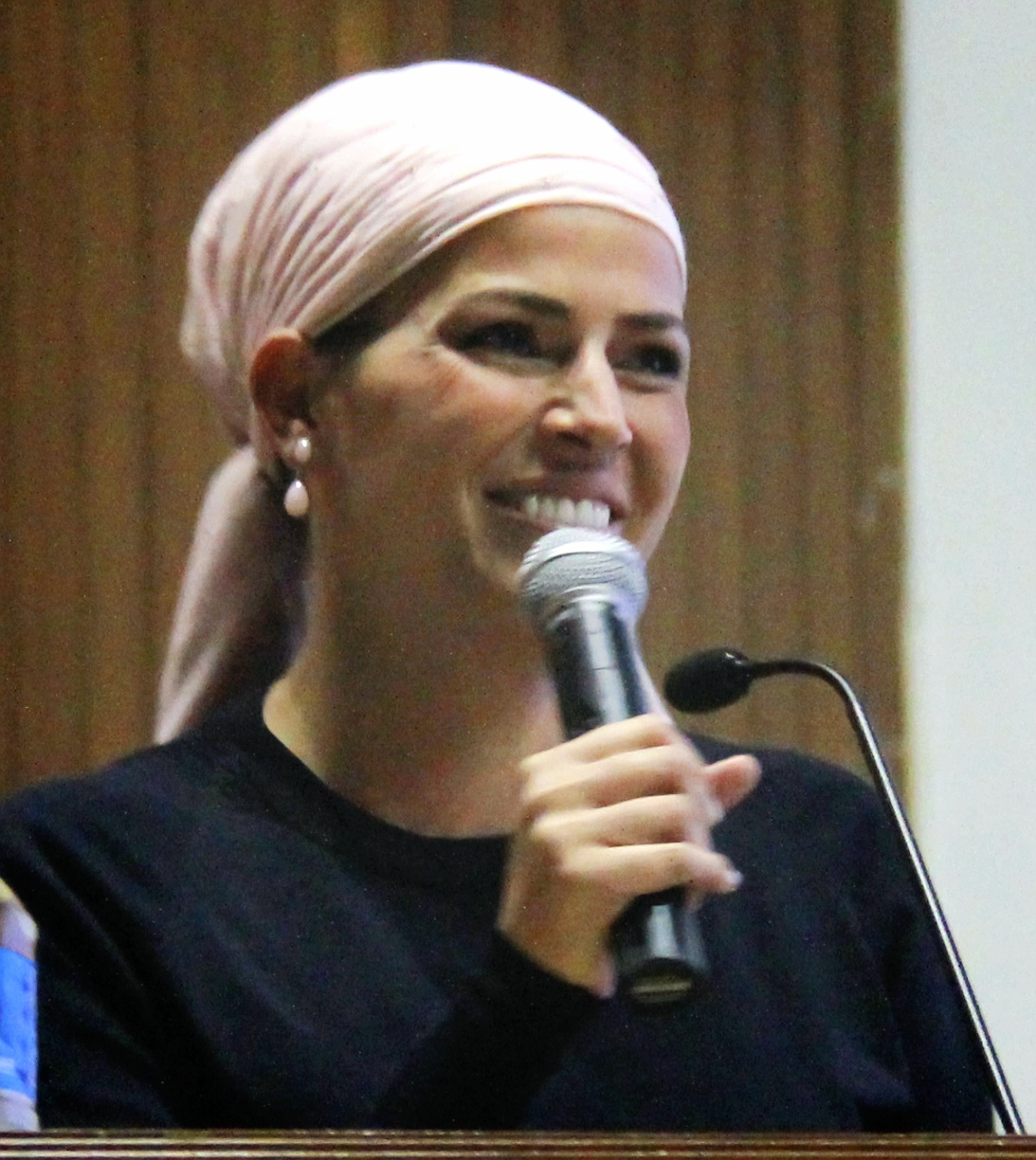
Miss Monde 1998 Linor Abargil
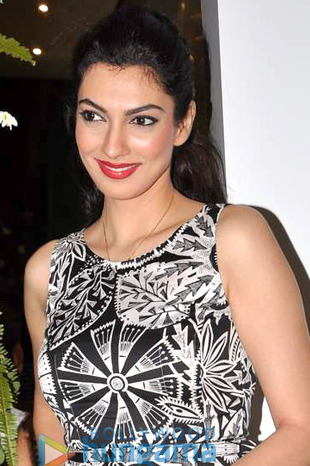
Miss Monde 1999 Yukta Mookhey
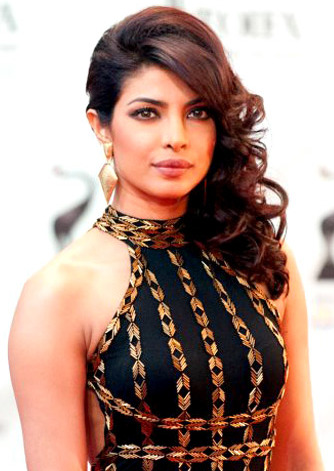
Miss Monde 2000 Priyanka Chopra
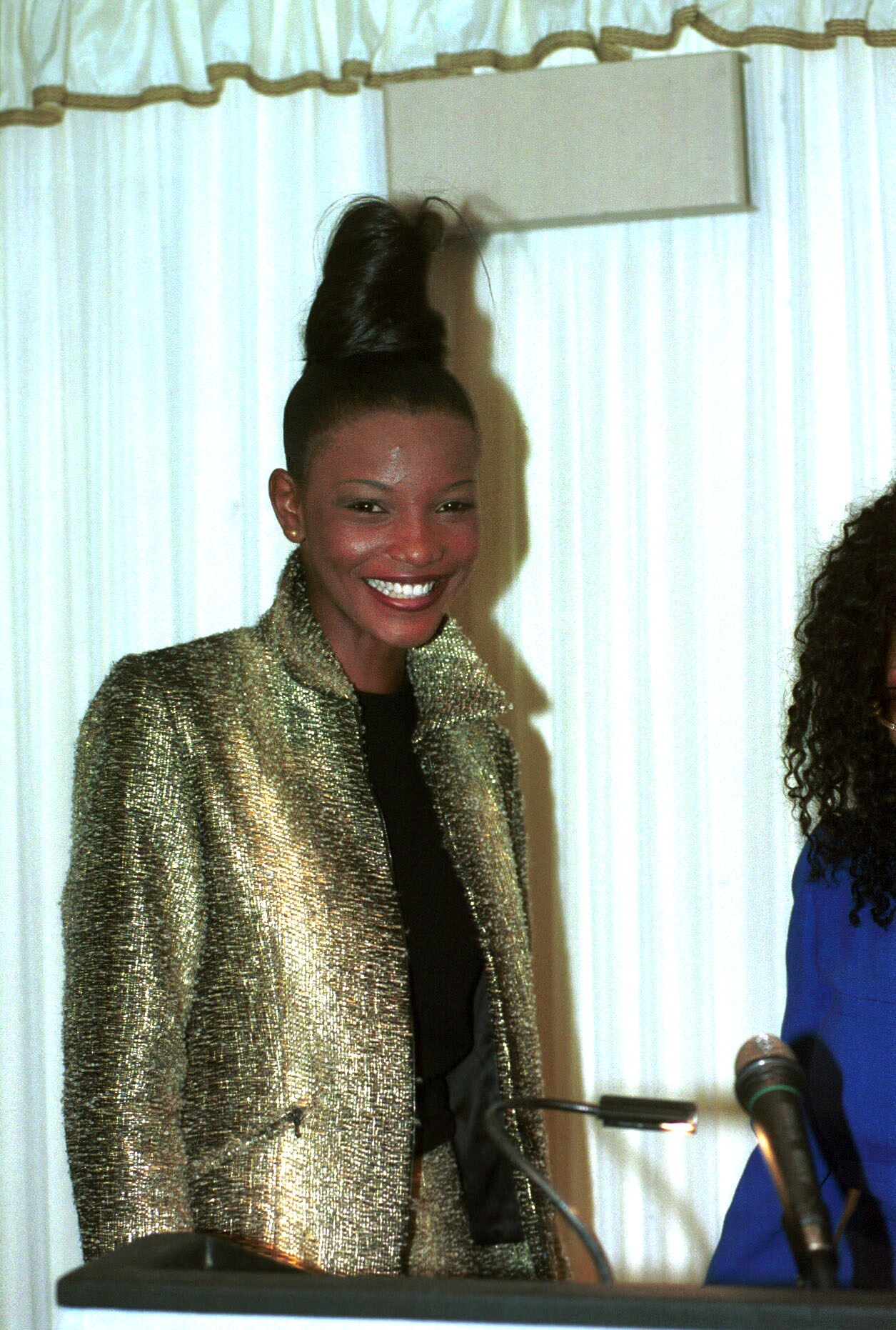
Miss Monde 2001 Agbani Darego
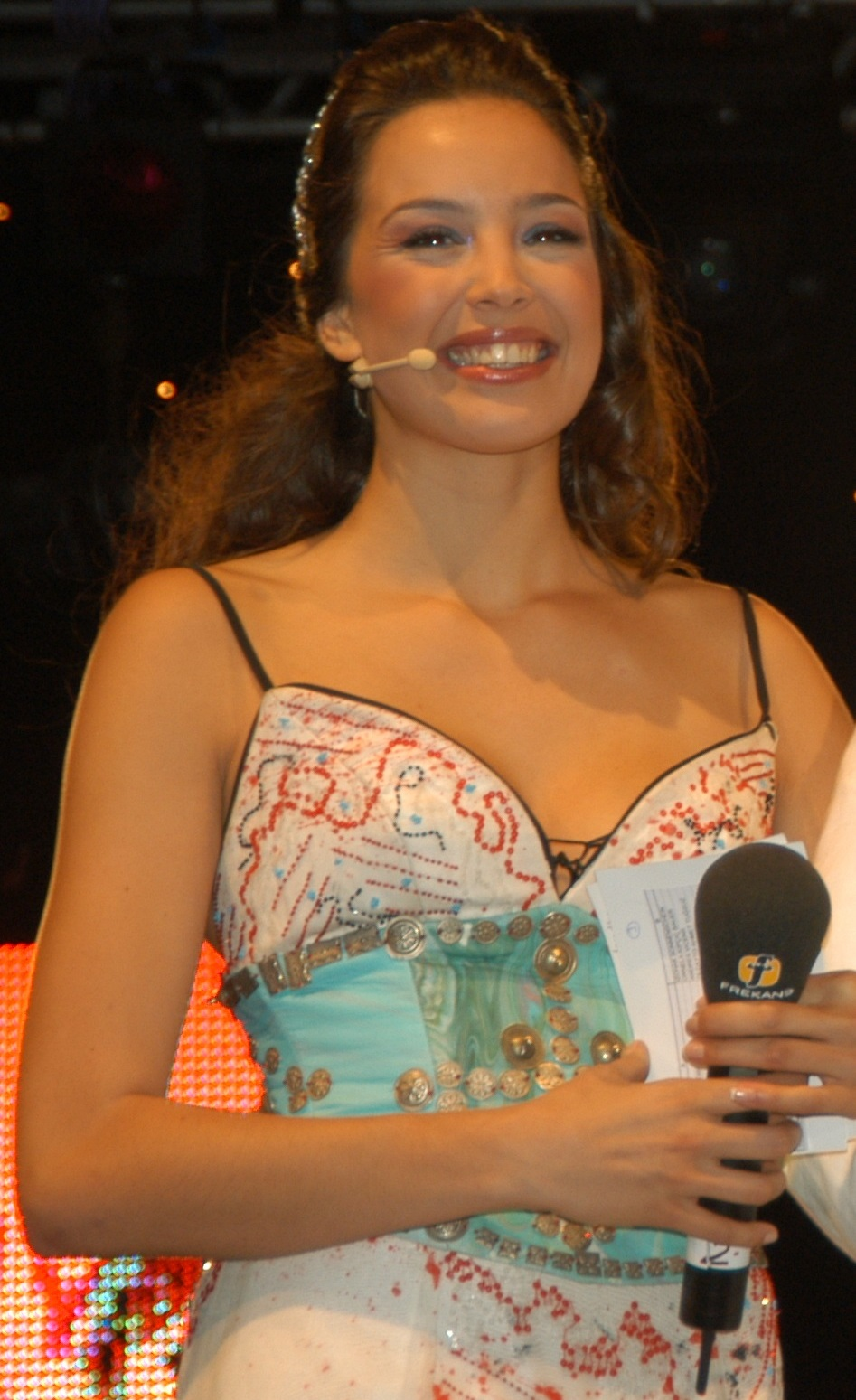
Miss Monde 2002 Azra Akın
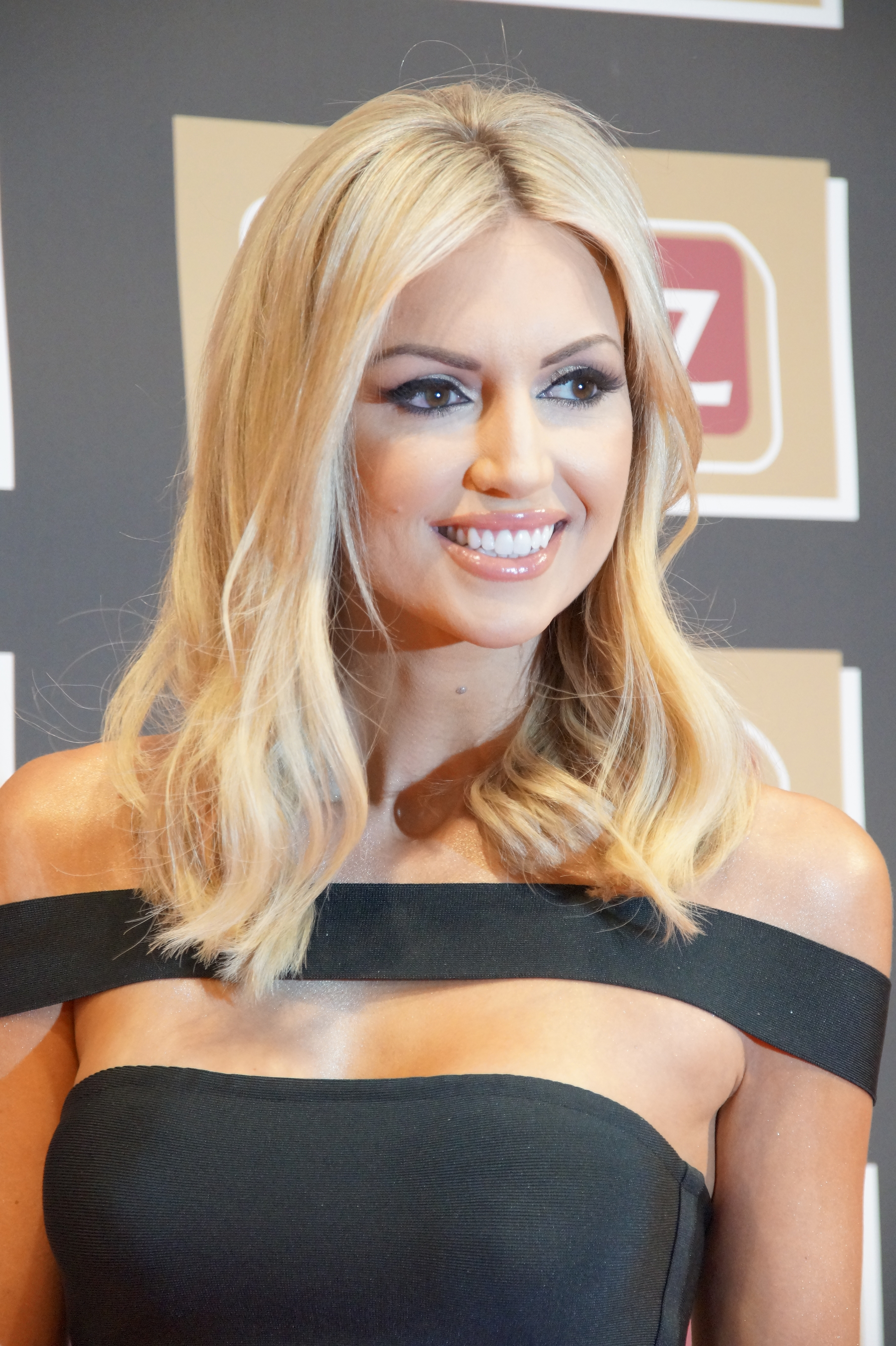
Miss Monde 2003 Rosanna Davison
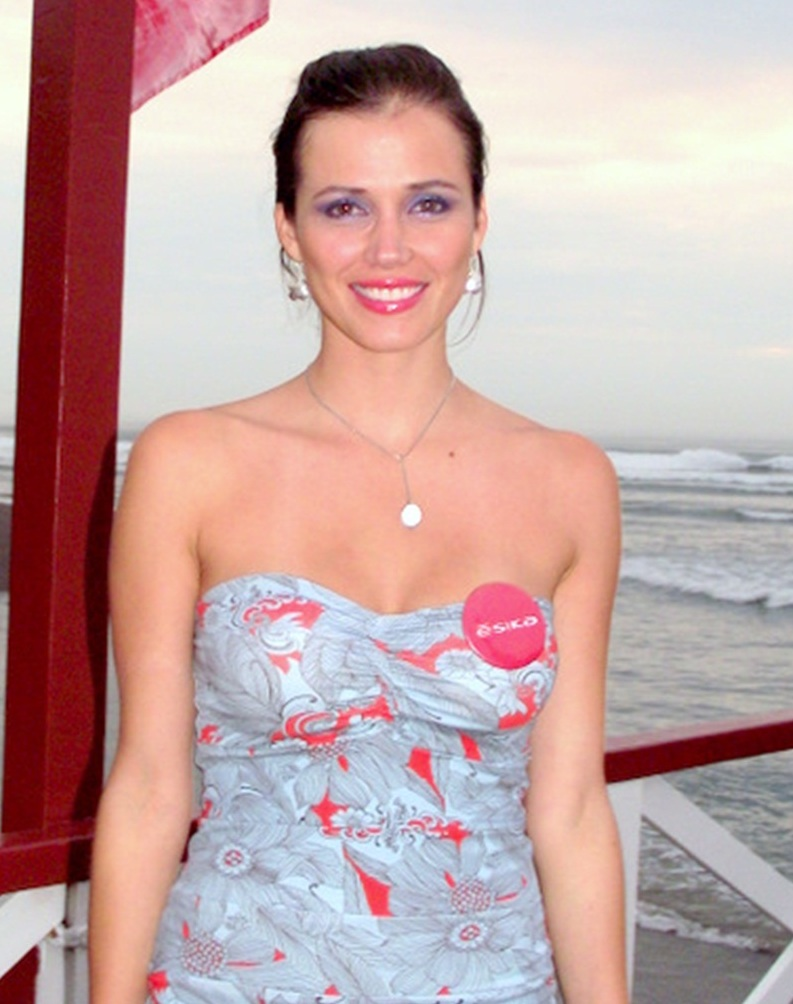
Miss Monde 2004 María Julia Mantilla
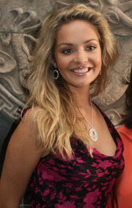
Miss Monde 2006 Taťána Kuchařová
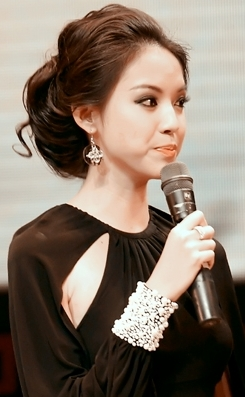
Miss Monde 2007 Zhang Zilin
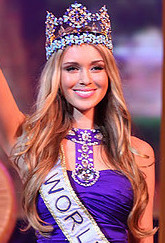
Miss Monde 2008 Ksenia Soukhinova
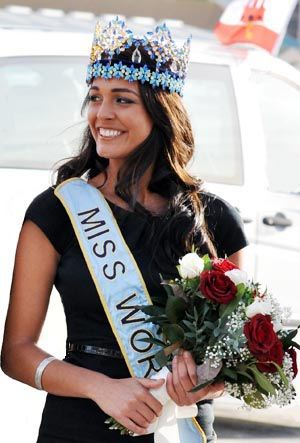
Miss Monde 2009 Kaiane Aldorino
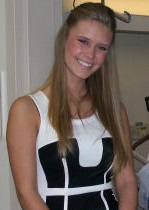
Miss Monde 2010 Alexandria Mills
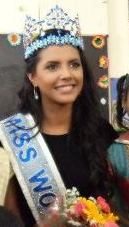
Miss Monde 2011 Ivian Sarcos
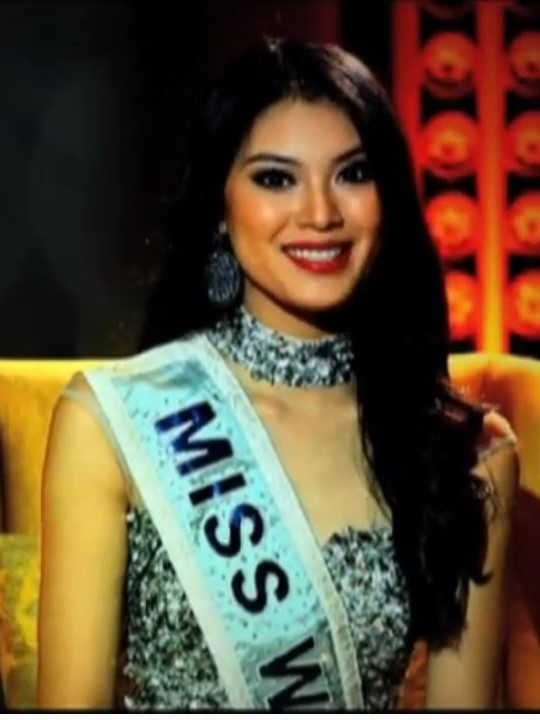
Miss Monde 2012 Yu Wenxia
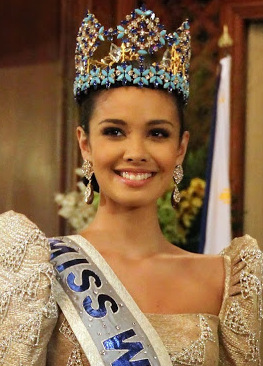
Miss Monde 2013 Megan Young
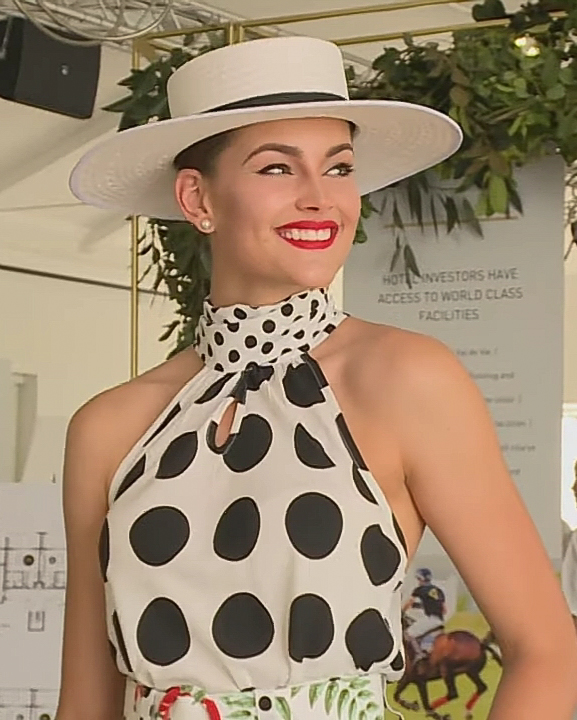
Miss Monde 2014 Rolene Strauss
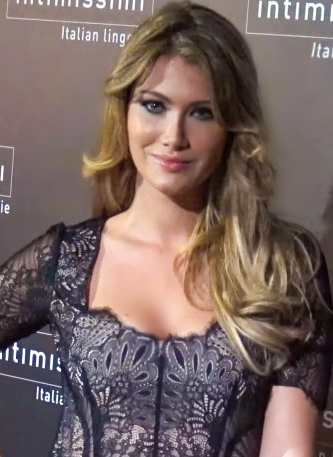
Miss Monde 2015 Mireia Lalaguna
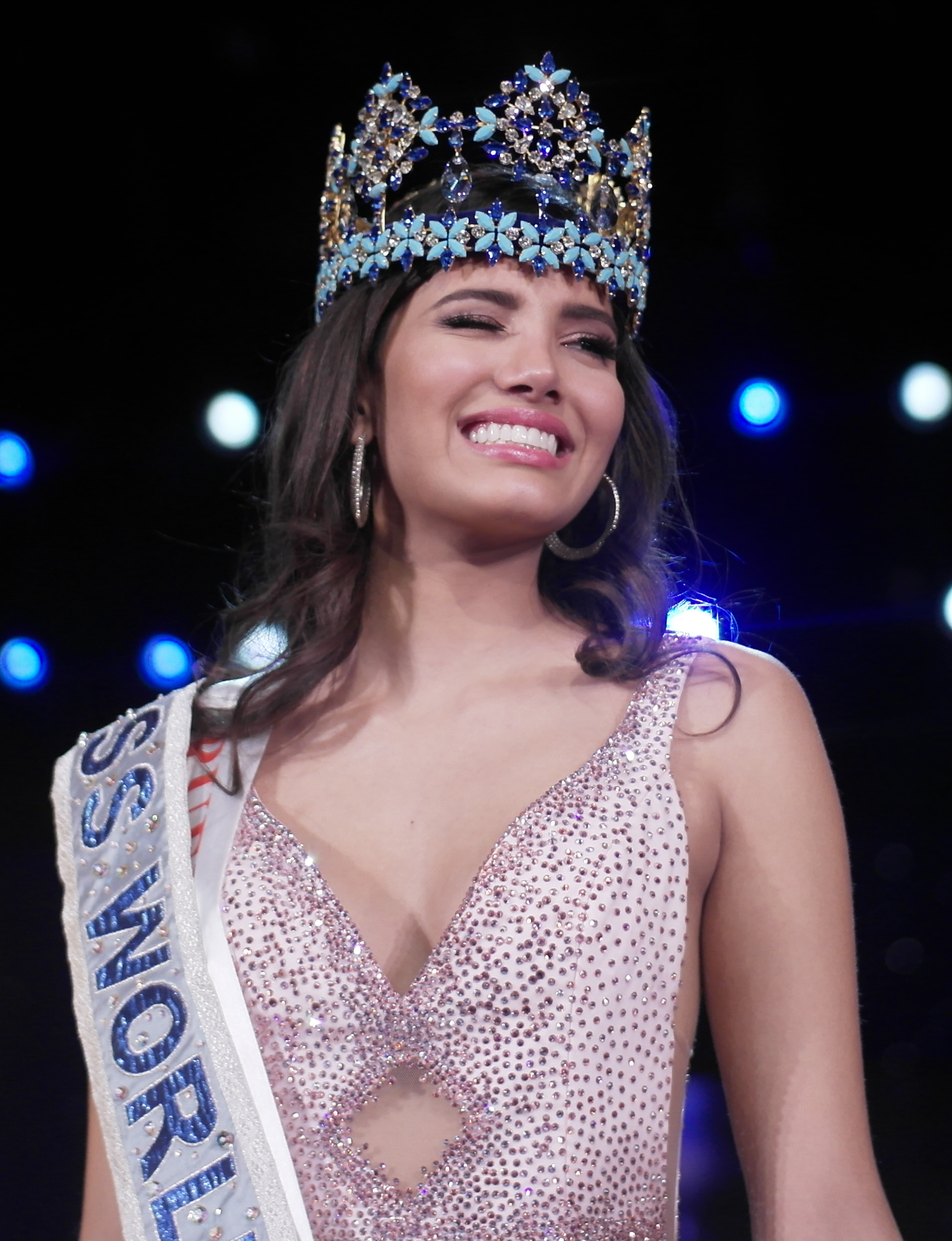
Miss Monde 2016 Stephanie Del Valle
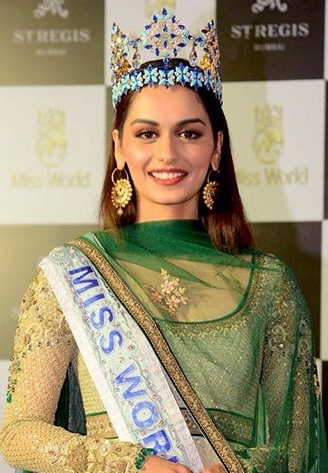
Miss Monde 2017 Manushi Chhillar
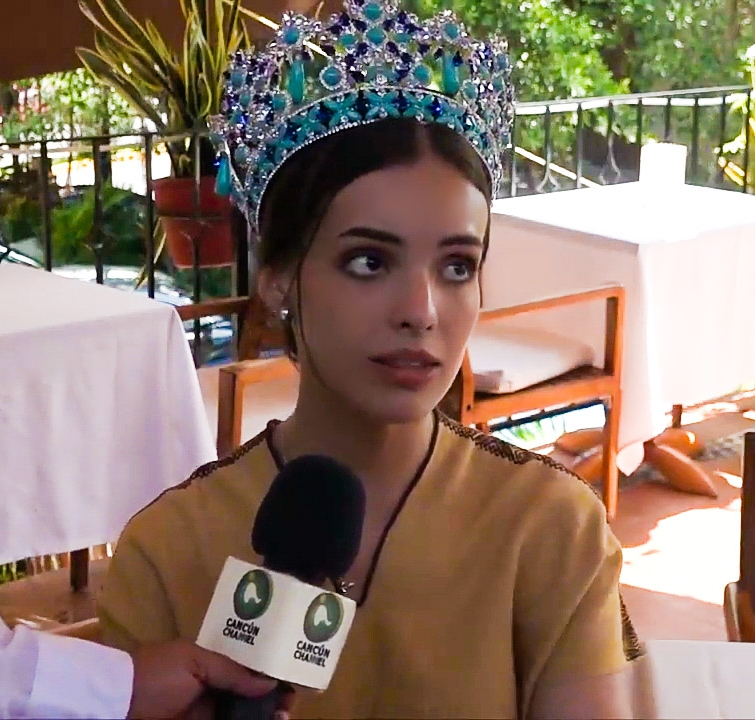
Miss Monde 2018 Vanessa Ponce
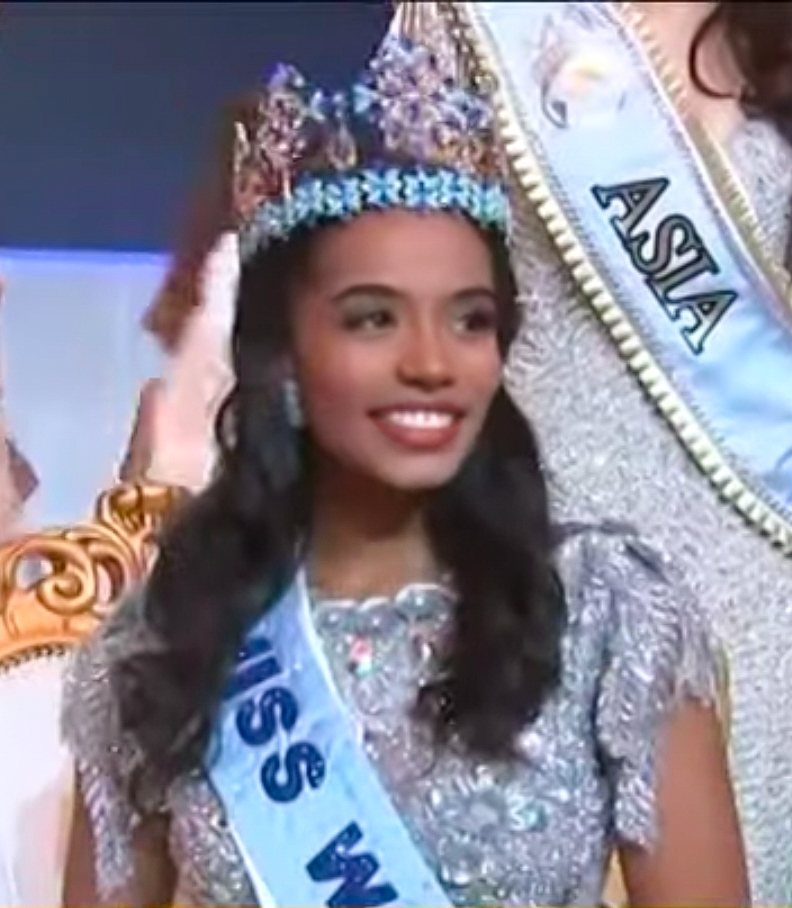
Miss Monde 2019 Toni-Ann Singh
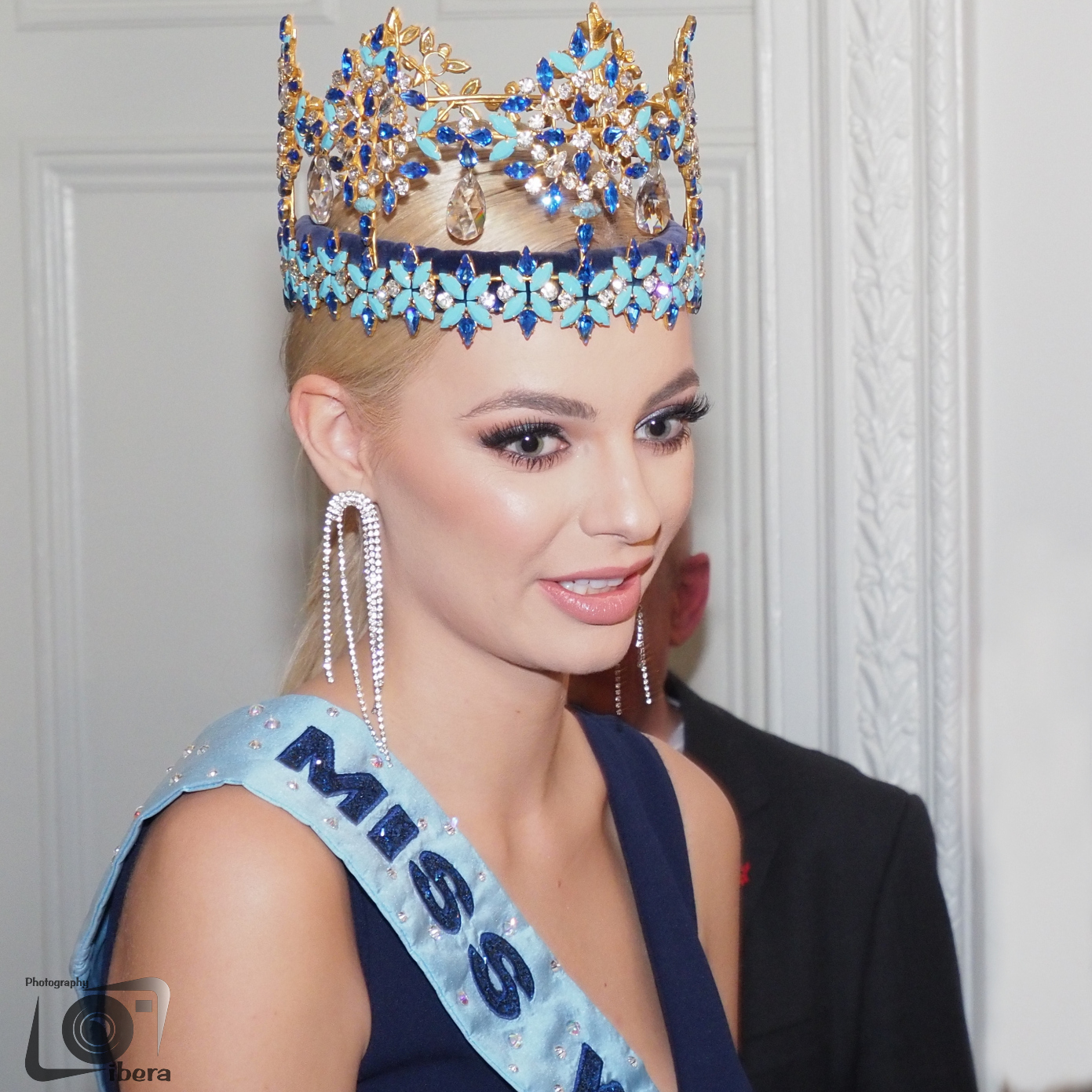
Miss Monde 2021 Karolina Bielawska
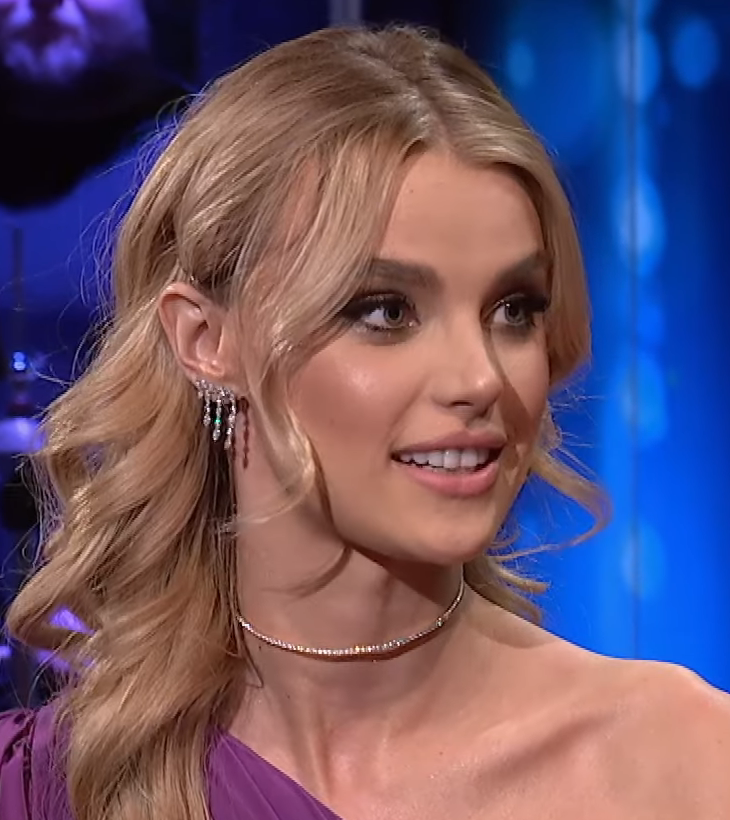
Miss Monde 2023 Krystyna Pyszková
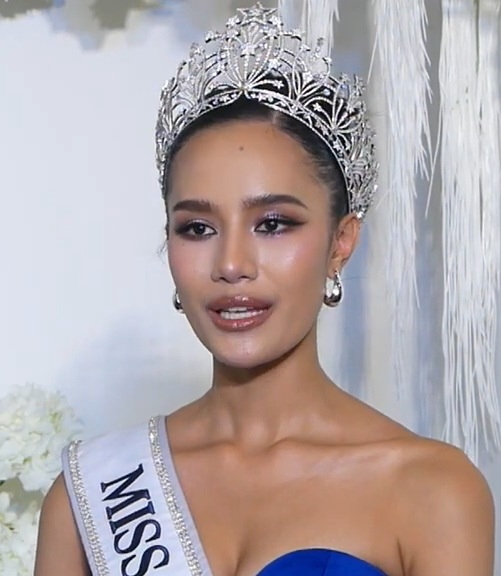
Miss Monde 2025 Suchata Chuangsri

### Âge lors de l'élection
- Miss Monde les plus âgées :
  - Vanessa Ponce, Miss Mexique 2018, élue Miss Monde 2018 à 26 ans, 9 mois et 1 jour ;
  - Aneta Kręglicka, Miss Pologne 1989, élue Miss Monde 1989 à 24 ans, 7 mois et 30 jours.

## Palmarès

### Nombre de gagnantes par pays
| Titres | Pays                   | Années                             |
| ------ | ---------------------- | ---------------------------------- |
| 6      | Inde                   | 1966, 1994, 1997, 1999, 2000, 2017 |
| 6      | Venezuela              | 1955, 1981, 1984, 1991, 1995, 2011 |
| 4      | Jamaïque               | 1963, 1976, 1993, 2019             |
| 4      | Royaume-Uni            | 1961, 1964, 1965, 1983             |
| 3      | Afrique du Sud         | 1958, 1974, 2014                   |
| 3      | États-Unis             | 1973, 1990, 2010                   |
| 3      | Islande                | 1985, 1988, 2005                   |
| 3      | Suède                  | 1951, 1952, 1977                   |
| 2      | Tchéquie               | 2006, 2023                         |
| 2      | Pologne                | 1989, 2022                         |
| 2      | Porto Rico             | 1975, 2016                         |
| 2      | Chine                  | 2007, 2012                         |
| 2      | Russie                 | 1992, 2008                         |
| 2      | Pérou                  | 1967, 2004                         |
| 2      | Autriche               | 1969, 1987                         |
| 2      | Argentine              | 1970, 1978                         |
| 2      | Australie              | 1968, 1972                         |
| 2      | Pays-Bas               | 1959, 1962                         |
| 1      | Thaïlande              | 2025                               |
| 1      | Mexique                | 2018                               |
| 1      | Espagne                | 2015                               |
| 1      | Philippines            | 2013                               |
| 1      | Gibraltar              | 2009                               |
| 1      | Irlande                | 2003                               |
| 1      | Turquie                | 2002                               |
| 1      | Nigeria                | 2001                               |
| 1      | Israël                 | 1998                               |
| 1      | Grèce                  | 1996                               |
| 1      | Trinité-et-Tobago      | 1986                               |
| 1      | République dominicaine | 1982                               |
| 1      | Guam                   | 1980                               |
| 1      | Bermudes               | 1979                               |
| 1      | Brésil                 | 1971                               |
| 1      | Grenade                | 1970                               |
| 1      | Finlande               | 1957                               |
| 1      | Allemagne              | 1956                               |
| 1      | Égypte                 | 1954                               |
| 1      | France                 | 1953                               |

### Nombre de gagnantes par continent
| Continent | Nombre de titres | Pays ayant gagné |
| --------- | ---------------- | --- |
| Amérique  | 25               | Venezuela (6), Jamaïque (4), États-Unis (3), Argentine, Pérou et Porto Rico (2), Bermudes, Brésil, Grenade, Mexique, République dominicaine et Trinité-et-Tobago (1)  |
| Europe    | 27               | Royaume-Uni (4), Islande et Suède (3), Autriche, Pays-Bas, Pologne , Russie et Rep Tchèque (2), Allemagne, Espagne, Finlande, France, Gibraltar, Grèce et Irlande (1) |
| Asie      | 12               | Inde (6), Chine (2), Israël, Philippines, Thaïlande et Turquie (1) |
| Afrique   | 5                | Afrique du Sud (3), Égypte et Nigeria (1) |
| Océanie   | 3                | Australie (2) et Guam (1) |